# 士官候補生団
士官候補生団（しかんこうほせいだん、Corps of Cadets）はアメリカ合衆国の大学に設置された予備役将校訓練課程の士官候補生達をまとめて結成される組織、あるいはその総称。一般に一大学に一大隊が置かれ、2から5の中隊に分かれる。実際の軍隊のごとく階級や命令系統などが組織され、リーダーシップや軍の組織構造が学べるようになっている。
士官候補生団は大学生である士官候補生（カデット、Cadet）達で構成され、通常の軍隊と同様に士官、下士官、兵卒からなり学年ごとに階級があがっていくようになる。注意すべきは、士官候補生団内の中尉（First Lieutenant）は一歩大学を出ればもちろん中尉ではなく、ただの士官候補生である。呼称はC/1LTのようにCが先頭につくことで通常の階級ではなく、あくまで大学内、士官候補生団の階級であることを示す。教官達（カドレイ、Cadre）は現役、あるいは退役して間もない士官、あるいは上級下士官らが大学の先生として大学に勤務し、教鞭をとる。カドレイの最高責任者はPMS（Professor of Military Science）とよばれ、中佐（Major）以上の現役士官が就任する場合が多い。

## MSレベル
組織系統はMSレベルと呼ばれる学年による序列となる。MSはMilitary Scienceの略。1年生はMS-1、 2年生はMS-2で以下同様に学年とともにMSレベルが上がる。学校によってまちまちだがMS-4が士官、MS-3は下士官、MS-1および2は兵卒となる場合が多い。大学院生、および卒業に4年以上かかる人のためのMS-5が設けられている学校もある。しかしながらアメリカの大学には進級、留年という概念がないため4年以上大学に通い続けている人も多く、厳密にはMSレベルは卒業、任官までの期間によって決められる。たとえば2年以内に卒業できるという状況の3年生がROTCに途中参加していきなりMS-3になる場合、逆に学校に3年以上いても、卒業まで2年以上かかるという場合はそれ相応のMSレベルになる場合もある。MS-3以上に編入されたカデットのためにLTC(Leader's Training Course)と呼ばれる約一ヶ月にわたる補習訓練が毎年夏に行われる。これはMS-1、MS-2で学ぶ内容を一ヶ月間の訓練に凝縮したものである。